# Vågbandsstil
Vågbandsstil är en arkeologisk beteckning på den sista bronsåldersstilen, vilken dominerade punsningsornamentiken på bronsföremål från yngsta bronsåldern, ca 750 - 500 f. Kr. Stilen har ett stort mönsterregister med vågband, löpande hund-motiv, spiralhakar och njurformade figurer i upprepningsmönster. Ornamentiken är starkt rörelsebetonad.